# Анна Тальбах
Анна Тальбах (нім. Anna Thalbach; 1 червня 1973, Східний Берлін, НДР) — німецька акторка.

## Біографія
Народилася в театральній родині у Східному Берліні. Мати актриса Катаріна Тальбах, батько актор Владимир Вайгль, племінник Хелен Вайгель. Її вітчимом був письменник Томас Браш, а бабуся і дідусь по матері — актриса Сабіна Тальбах і режисер Бенно Бессон.
Також грає у театрі та озвучує аудіокниги.

## Вибіркова фільмографія
- Бункер (2004; Ханна Райч)
- Небезпечний метод (2011)